# Pistvakt (TV-serie)
Pistvakt är en komediserie som sändes i SVT1 mellan 15 januari 1998 och 30 november 2000. Första säsongen sändes under tidigt 1998 och andra säsongen under sent 2000. Pistvakts första säsong har undertiteln En vintersaga medan den andra har Den andra vintern.

## Om serien
Ursprungligen var Pistvakt en pjäs på Pistolteatern 1996. Den föregicks av en annan pjäs, Bryggvakt. Tomas Norström, som spelar Olle, hävdade i ett reportage i ABC bland annat att de som inte sett Bryggvakt förstår handlingen av pjäsen Pistvakt. I såväl Pistvakt som Bryggvakt har en frånvarande far en betydande roll.

## Handling
Serien handlar om de tre bröderna Marklund; Sven-Erik ("Sven-E"), Jan-Erik ("Jan-E") och Olof ("Olle"), söner till den sedan länge försvunne diplompistvakten Erik ("Stor-Erik"), med dessa herrars vardagliga sysslor i den lilla byn Svartlien. Det kan handla om att rädda stockholmare i pisten, se till att "dragbanan" fungerar och är smord/servad, dräpa "bjärnar", daglig väder- och lavinkontroll med mera, ta sig någon "hojt" (utom Olle som oftast dricker Zingo) och dansa disco i Bengt-Hans ("Beng-Ha") bodega. Andra personer i Svartlien är brödernas mor Gudrun, som de alla ser upp till. En annan är Yngve som jobbar på länspolismyndigheten, och Eva-Lena som är systerdotter till Bengt-Hans.
Svartlien är en fiktiv plats i Lapplandsfjällen mot norska gränsen ("den mörkast pistade björnhålan och köldhålet i Norden").

## Karaktärer

### Huvudroller
- Sven Erik "Sven-E" Ivar Marklund (Lennart Jähkel), är den äldsta brodern av bröderna Marklund. Sven-Erik var brodern som stod närmast bröderna Marklunds legendariska far Stor-Erik och den siste som pratade med fadern innan han lämnade familjen och åkte till Norge till annan kvinna, julen 1973. Sven-Erik har fått rollen som familjens överhuvud när Stor-Erik är försvunnen, och styr och ställer bland sina bröder, ganska hård och överbeskyddande.
- Jan Erik "Jan-E" Ivar Marklund (Jacob Nordenson), är mellanbrodern som drömmer om livet utanför, om kärleken och om livet i storstaden, något Sven-Erik inte är speciellt glad över. Ibland gillar Jan-E att bara lata sig i solen, istället för att jobba, och ibland får han ont i sitt knä. 1971 och 1972 tog han guld i Kalle Anka Cup i småslalom, då åkte han ifrån Ingemar Stenmark, innan han blev pistvakt.
- Olof "Olle" Ivar Marklund (Tomas Norström), är den yngsta av bröderna Marklund. Olle framstår fortfarande som ett barn trots att han är vuxen. Han får aldrig köra skoter utan färdas med längdskidor istället. Han dricker vanligen Zingo istället för hembränt, vill se Kalle Anka på julafton etc.
- Gudrun Marklund (Barbro Oborg) är bröderna Marklunds hjälpsamma mor, som kommer från Stockholm. Hon brukar vara uppe tidigt, för att bland annat klyva ved till kaminen, hämta post och göra i ordning Olles matsäck. Hon var gift med Stor-Erik Marklund, som hon efter julen 1973 vill förtränga. Hon satsar hellre på att förlova sig med Beng-Ha.
- Bengt-Hans, eller "Beng-Ha" (Pierre Lindstedt), äger det mesta i Svartlien; bland annat "Bengt-Hans Pensionat & Bodega", där Svartliens gäster anländer. Stor-Erik är Bengt-Hans idol. Bengt-Hans är kär i Gudrun och vice versa, men han har för stor respekt för Stor-Erik för att kunna satsa på romansen.

### Betydande gästroller
- Radiorösten, spelad av Peter Holst, presenterar nyhetsprogrammet Fjällnytt på radion. Han brukar bland annat rapportera Sven-E:s gärningar.
- Eva-Lena, spelad av Margareta Stone, kommer från Dorotea och är Beng-Has systerdotter och dessutom brevkompis med Olle. Olle och Jan-E blir intresserade av henne vid första ögonkastet, och Eva-Lena vill att Olle följer med till Umeå, där hon ska plugga, på Skogshögskolans granprogram, efter att ha vikarierat för Beng-Ha.
- Yngve Bäck, spelad av Carl-Magnus Dellow, är en polisinspektör från länspolisen som till en början är sträng mot hembränning och vapen utan licens och hotade att stänga anläggningen. Efter att ha blivit räddad av Sven-E efter ett drunkningstillbud blir han förbytt i tacksamhet. Han pratar också bred skånska.
- Erik "Stor-Erik" Marklund, spelad av Sten Ljunggren, är pistvakternas frånvarande far som spelar en stor roll i serien. Han är den stora förebilden för bröderna Marklund och även Beng-Has stora idol och hans bästa vän. Många historier om honom och hans gärningar spreds efter det och hölls vid liv av Sven-E.
- Dwight, spelad av Per Eggers, var en norsk sol- och vårare som försökte förföra Gudrun och lura till sig Stor-Eriks egendom. Han påstår sig vara döpt efter Dwight D. Eisenhower och att hans far var tysk.

## Avsnitt

### Säsong 1 (1998)
| Nr | Titel                 | Gästskådespelare                               | Sändningsdatum   |
| 1 | "Lavinbjärn"          | Maria Langhammer, Karin Sjöberg, Peter Holst   | 15 januari 1998  |
| Två "gräsänkor" från Bromma kommer på besök, då lavinen rasar och väcker en björn som sover.                                              |                       |                                                |                  |
| 2 | "Årets vackraste dag" | Christer Fant, Sissela Kyle, Peter Holst       | 22 januari 1998  |
| Jan-Erik möter sin gamla ungdomskärlek på årets vackraste dag eller blir det oväder? Kan en elektronisk väderövervakare kanske ge svaret? |                       |                                                |                  |
| 3 | "Svartlien 2010"      | Anders Beckman, Douglas Johansson, Peter Holst | 29 januari 1998  |
| En vargflock kommer på besök samtidigt som Svartliens OS-kampanj drar igång på allvar.                                                    |                       |                                                |                  |
| 4 | "Flytande inspektion" | Carl-Magnus Dellow                             | 5 februari 1998  |
| Polisinspektion, vad är det att bry sig om när en hängdriva med snö snart kommer att täppa igen skoterleden.                              |                       |                                                |                  |
| 5 | "Doris är död"        | Ann Petrén                                     | 12 februari 1998 |
| Sportlovet är här, fröken Doris är död, och en ny lärarinna tar plats i Sven-Eriks hjärta.                                                |                       |                                                |                  |
| 6 | "Julafton -73"        | Sten Ljunggren, Peter Holst                    | 19 februari 1998 |
| Jul igen, och tankarna går till julen -73, då allting slutade och allting började.                                                        |                       |                                                |                  |

### Säsong 2 (2000)
| Nr | Titel                           | Gästskådespelare                                    | Sändningsdatum   |
| 1 | "Väck inte den bjärv som sover" | Jonas Karlsson, Kalle Westerdahl                    | 26 oktober 2000  |
| När IT-branschen når Svartlien vädrar Jan-Erik pengar till en ny skoter.                                      |                                 |                                                     |                  |
| 2 | "Besök från Vargvallen"         | Peter Holst                                         | 2 november 2000  |
| Medan Sven-Erik ligger i smittfebran kommer tre faderlösa bröder på besök.                                    |                                 |                                                     |                  |
| 3 | "Lusekoftanovan"                | Per Eggers                                          | 9 november 2000  |
| Olle har gått på bio och mor drömmer om kärleken när en norsk pilot och ungkarl tvingas nödlanda i Svartlien. |                                 |                                                     |                  |
| 4 | "Samesilvre i Kinaskreve"       | Margareta Stone                                     | 16 november 2000 |
| Bengt-Hans systerdotter tar jobb i bodegan och tänder hoppet hos somliga pistvakter i Svartlien               |                                 |                                                     |                  |
| 5 | "Personalfestan"                | Margareta Stone, Carl-Magnus Dellow                 | 23 november 2000 |
| Det vankas personalfestan och maskerad i Svartlien då polisen Yngve gör ett gruvligt fynd i trakten.          |                                 |                                                     |                  |
| 6 | "Jakten på en dräpare"          | Margareta Stone, Carl-Magnus Dellow, Sten Ljunggren | 30 november 2000 |
| Ska Sven-Erik eller Yngve finna svaret på mordet och ska någon någonsin finna Sven-Erik igen?                 |                                 |                                                     |                  |

## Musik
Pistvaktensemblen har även startat ett band, Pistvakt och Pjäx Pistols, som stått på scen över hela landet. Deras skiva Gaj å partaj gavs ut 2001. Den 12 oktober 2018 släpptes deras andra album.

## Film
Efter tv-succén gjordes även en långfilm, Pistvakt, som var den mest sedda svenska filmen på biograferna år 2005.

## Språkbruk
Till Pistvakt skapades ett delvis egenpåhittat Norrlands-dialektalt språk av teamet, med vissa ord hämtade från bondskan, som kryddades med kraftuttryck som "pärsk" och "pörskans". Här är ett litet axplock av orden och dessas betydelser:
| Ord      | Betydelse        |
| -------- | ---------------- |
| blänten  | mätt             |
| fjolle   | larva sig        |
| fjöl av  | lugna sig, sluta |
| gaj      | glad, kul        |
| glejm    | titta, glo       |
| gräfta   | gräva            |
| hojt     | hembränd sprit   |
| mjörsken | sur, ur balans   |
| nalta    | lite             |
| pjuklarv | spädbarn         |
| stors    | kvinna           |
| studsa   | gevär            |